# Salix ovalifolia
Salix ovalifolia — вид квіткових рослин із родини вербових (Salicaceae).

## Морфологічна характеристика
Це рослина 0.02–0.05 метри заввишки, не клонові або утворюють клони відводками. Стебла виткі. Гілки жовто-бурі, сіро-бурі чи червоно-бурі, голі чи запушені; гілочки жовто-зелені, жовто-бурі чи червоно-бурі, голі чи волосисті. Листки на ніжках 1.1–16 мм; найбільша листкова пластина від вузької до широко-еліптичної, круглої, субкруглої чи зворотно-яйцюватої форми, 13–46 × 7–20 мм; краї злегка закручені чи плоскі, цільні, іноді війчасті; верхівка опукла, заокруглена, загострена чи гостра; абаксіальна (низ) поверхня гола, ворсинчаста, довго-шовковиста, запушена чи волосиста, волоски хвилясті чи прямі; адаксіальна поверхня дуже блискуча, зазвичай гола; молода пластинка (червонувата або жовтувато-зелена), волосиста, ворсинчаста чи довго-шовковиста абаксіально. Сережки: тичинкові 4.8–46 × 5–11 мм, маточкові 6.3–50 × 5–28 мм. Коробочка 5.2–9.6 мм. 2n = 38.

## Середовище проживання
США (Аляска, Алеутські острови); Канада (Північно-Західна територія, Юкон); Далекий Схід.